# Liste der Bahnhöfe im Landkreis Goslar
Die Liste enthält die Bahnhöfe im Landkreis Goslar an aktuellen und ehemaligen Bahnstrecken in Normalspur. Sowohl aktive als auch stillgelegte Bahnhöfe werden gelistet.

## Bahnhöfe und Haltepunkte

### Bahnstrecke Bad Harzburg–Oker
| Bahnhof                      | Ort                                 | Bild | Status                                                                           |
| ---------------------------- | ----------------------------------- | ---- | -------------------------------------------------------------------------------- |
| Bahnhof Bad Harzburg         | Bad Harzburg Stadtteil Bündheim     |      | in Betrieb                                                                       |
| Haltepunkt Schlewecke (Harz) | Bad Harzburg Stadtteil Schlewecke   |      | stillgelegt (seit 1976), vollständig entfernt                                    |
| Bahnhof Harlingerode         | Bad Harzburg Stadtteil Harlingerode |      | stillgelegt (seit 1987), teils umgenutzt Reaktivierung vorgeschlagen (seit 2021) |
| Bahnhof Oker Ost             | Bad Harzburg Stadtteil Harlingerode |      | stillgelegt (vorher Güterbahnhof, seit 2001), Gleisanlagen entfernt (seit 2021)  |
| Bahnhof Oker                 | Goslar Ortsteil Oker                |      | in Betrieb                                                                       |

### Bahnstrecke Börßum–Kreiensen
| Bahnhof                      | Ort                                               | Bild | Status                                                       |
| ---------------------------- | ------------------------------------------------- | ---- | ------------------------------------------------------------ |
| Bahnhof Klein Mahner         | Liebenburg Ortsteil Klein Mahner                  |      | in Betrieb (SPNV eingestellt, nur Güter- und Museumsverkehr) |
| Haltepunkt Neuwallmoden      | Langelsheim Ortsteil Wallmoden (Neuwallmoden)     |      | stillgelegt (1988) und zurückgebaut                          |
| Bahnhof Lutter am Barenberge | Langelsheim Ortsteil Lutter am Barenberge         |      | stillgelegt (1989), teils umgenutzt                          |
| Haltepunkt Nauen (Harz)      | Langelsheim Ortsteil Lutter am Barenberge (Nauen) |      | stillgelegt (1988) und zurückgebaut                          |
| Bahnhof Neuekrug-Hahausen    | Langelsheim Ortsteil Hahausen                     |      | in Betrieb (SPNV seit 1987 eingestellt)                      |
| Bahnhof Seesen               | Seesen                                            |      | in Betrieb                                                   |
| Haltepunkt Ildehausen        | Seesen Stadtteil Ildehausen                       |      | stillgelegt                                                  |
| Bahnhof Ildehausen West      | Seesen Stadtteil Ildehausen                       |      | stillgelegt                                                  |

### Bahnstrecke Braunschweig–Bad Harzburg
| Bahnhof              | Ort                             | Bild | Status     |
| -------------------- | ------------------------------- | ---- | ---------- |
| Bahnhof Vienenburg   | Goslar Ortsteil Vienenburg      |      | in Betrieb |
| Bahnhof Bad Harzburg | Bad Harzburg Stadtteil Bündheim |      | in Betrieb |

### Bahnstrecke Goslar–Vienenburg
| Bahnhof                    | Ort                        | Bild | Status                       |
| -------------------------- | -------------------------- | ---- | ---------------------------- |
| Bahnhof Goslar             | Goslar                     |      | in Betrieb                   |
| Haltepunkt Goslar Odermark | Goslar                     |      | stillgelegt und zurückgebaut |
| Bahnhof Oker               | Goslar Ortsteil Oker       |      | in Betrieb                   |
| Bahnhof Vienenburg         | Goslar Ortsteil Vienenburg |      | in Betrieb                   |

### Bahnstrecke Hildesheim–Goslar
| Bahnhof            | Ort                           | Bild | Status                                                                            |
| ------------------ | ----------------------------- | ---- | --------------------------------------------------------------------------------- |
| Bahnhof Othfresen  | Liebenburg Ortsteil Othfresen |      | stillgelegt (SPNV 1986, Betrieb 1996) Reaktivierung vorgeschlagen (seit ca. 2010) |
| Haltepunkt Dörnten | Liebenburg Ortsteil Dörnten   |      | stillgelegt                                                                       |
| Bahnhof Grauhof    | Goslar Ortsteil Hahndorf      |      | stillgelegt und zurückgebaut                                                      |
| Bahnhof Goslar     | Goslar                        |      | in Betrieb                                                                        |

### Bahnstrecke Herzberg–Seesen
| Bahnhof               | Ort                                 | Bild | Status      |
| --------------------- | ----------------------------------- | ---- | ----------- |
| Bahnhof Münchehof     | Seesen Ortsteil Münchehof           |      | in Betrieb  |
| Haltepunkt Herrhausen | Seesen Stadtteil Herrhausen am Harz |      | stillgelegt |
| Bahnhof Seesen        | Seesen                              |      | in Betrieb  |

### Bahnstrecke Ilsenburg–Vienenburg
| Bahnhof            | Ort                        | Bild | Status     |
| ------------------ | -------------------------- | ---- | ---------- |
| Bahnhof Vienenburg | Goslar Ortsteil Vienenburg |      | in Betrieb |

### Bahnstrecke Neuekrug-Hahausen–Goslar
| Bahnhof                        | Ort                           | Bild | Status                                  |
| ------------------------------ | ----------------------------- | ---- | --------------------------------------- |
| Bahnhof Neuekrug-Hahausen      | Langelsheim Ortsteil Hahausen |      | in Betrieb (SPNV seit 1987 eingestellt) |
| Bahnhof Langelsheim MSW-Chemie | Langelsheim                   |      | stillgelegt (Güterbahnhof)              |
| Bahnhof Langelsheim            | Langelsheim                   |      | in Betrieb                              |
| Bahnhof Herzog Juliushütte     | Langelsheim Ortsteil Astfeld  |      | stillgelegt, teils umgenutzt            |
| Bahnhof Goslar                 | Goslar                        |      | in Betrieb                              |

## Stillgelegte Bahnstrecken

### Bahnstrecke Derneburg–Seesen
| Bahnhof                      | Ort                         | Bild | Status                               |
| ---------------------------- | --------------------------- | ---- | ------------------------------------ |
| Bahnhof Rothenberg           | Seesen Stadtteil Rhüden     |      | stillgelegt (vorher Betriebsbahnhof) |
| Bahnhof Großrhüden           | Seesen Stadtteil Rhüden     |      | stillgelegt und zurückgebaut         |
| Bahnhof Bornhausen           | Seesen Stadtteil Bornhausen |      | stillgelegt und zurückgebaut         |
| Bahnhof Seesen Landesbahnhof | Seesen                      |      | stillgelegt und zurückgebaut         |
| Bahnhof Seesen               | Seesen                      |      | in Betrieb                           |

### Bahnstrecke Heudeber-Danstedt–Bad Harzburg
| Bahnhof              | Ort                              | Bild | Status                      |
| -------------------- | -------------------------------- | ---- | --------------------------- |
| Bahnhof Eckertal     |                                  |      | stillgelegt, teils erhalten |
| Haltepunkt Westerode | Bad Harzburg Stadtteil Westerode |      | stillgelegt                 |
| Bahnhof Bad Harzburg | Bad Harzburg Stadtteil Bündheim  |      | in Betrieb                  |

### Bahnstrecke Langelsheim–Altenau (Oberharz)
| Bahnhof                      | Ort                                              | Bild | Status                                    |
| ---------------------------- | ------------------------------------------------ | ---- | ----------------------------------------- |
| Bahnhof Langelsheim          | Langelsheim                                      |      | in Betrieb                                |
| Haltepunkt Lindthal          | Langelsheim                                      |      | stillgelegt, geflutet (Innerstetalsperre) |
| Haltepunkt Innerstetalsperre | Langelsheim                                      |      | stillgelegt                               |
| Bahnhof Lautenthal           | Langelsheim Ortsteil Lautenthal                  |      | stillgelegt                               |
| Bahnhof Wildemann            | Clausthal-Zellerfeld Ortschaft Wildemann         |      | stillgelegt (seit 1976)                   |
| Haltepunkt Silbernaal-Grund  | Clausthal-Zellerfeld                             |      | stillgelegt                               |
| Bahnhof Frankenscharrnhütte  | Clausthal-Zellerfeld                             |      | stillgelegt                               |
| Bahnhof Clausthal-Zellerfeld | Clausthal-Zellerfeld                             |      | stillgelegt, teils umgenutzt              |
| Bahnhof Clausthal Ost        | Clausthal-Zellerfeld                             |      | stillgelegt                               |
| Bahnhof Altenau (Oberharz)   | Clausthal-Zellerfeld Ortschaft Bergstadt Altenau |      | stillgelegt                               |

### Bahnstrecke Scharzfeld–St. Andreasberg
| Bahnhof                      | Ort                                  | Bild | Status      |
| ---------------------------- | ------------------------------------ | ---- | ----------- |
| Haltepunkt Sperrluttertal    | Harz (Landkreis Goslar)              |      | stillgelegt |
| Bahnhof St. Andreasberg West | Braunlage Ortsteil Sankt Andreasberg |      | stillgelegt |

- Karte mit allen Koordinaten:
- OSM |
- WikiMap